# Ганс Вальтер (адмірал)
Ганс Вальтер (нім. Hans Walther; 25 грудня 1883, Пачкау — 4 січня 1950, Кобленц) — німецький офіцер-підводник, контрадмірал крігсмаріне. Кавалер ордена Pour le Mérite.

## Біографія
1 квітня 1902 року вступив на флот. Після базової підготовки та на борту навчального корабля «Штош» закінчив Військово-морське училище. Після закінчення училища направлений на проходження служби на лінкор «Ельзас». В жовтні 1905 року переведений на лінкор «Пруссія». З жовтня 1908 року до вересня 1910 року — ротний офіцер 1-ї торпедної дивізії в Кілі, паралельно служив на міноносцях S144 і S145.
У квітні 1911 року переведений на посаду мінного офіцера в екіпаж колоніального крейсера «Гаєр». На цьому невеликому крейсері він перебував у плаванні до німецької східноафриканської станції, а звідти наприкінці жовтня 1911 року «Гаєр» прибув до Середземного моря. Наприкінці травня 1912 року Вальтер вирушив з Порт-Саїда назад до Німеччини.
Після недовгої служби ротним командиром у 1-й морській дивізії 1 жовтня 1912 року переданий в розпорядження Інспекції торпедної зброї, де у 1913 році пройшов навчання на офіцера-підводника. Практичні плавання проходили на підводному човні SM U-3.

### Перша світова війна
Першу світову війну Вальтер зустрів як вахтовий і мінний офіцер на борту легкого крейсера «Аугсбург». На ньому брав участь у бомбардуванні російського порту Лібава та у мінних постановках на Балтійському морі.
На початку 1915 року як мінний офіцер недовго служив на підводному човні SM U-9 якого командував Йоганнес Шпісс. Наприкінці лютого 1915 року деякий час перебував у Школі підводного плавання.
З 8 березня по 26 грудня 1915 року Вальтер командував підводним човном SM U-17. На цьому човні в 1915 році здійснив кілька походів у Північне та Балтійське море.
16 березня 1916 року призначений командиром нового підводного човна SM U-52, який увійшов до складу 2-ї підводної флотилії.
19 серпня 1916 року Вальтер виявив легкий британський крейсер «Ноттінгем», який і був атакований. О 5 год 50 хв крейсер, що йшов 20-вузловим ходом, отримав 2 влучання торпедами. Він залишився на плаву, але, незважаючи на всі зусилля врятувати і прикрити крейсер, через годину Вальтер випустив в нього ще одну торпеду. Екіпажу довелося покинути «Ноттінгем», і незабаром він затонув.
В іншому поході йому вдалося потопити французький лінкор «Сюффрен». 20 листопада 1916 року лінкор вийшов з Гібралтару і попрямував до Лор'яна для проведення планового ремонту та модернізації. Він ішов без ескорту. 26 листопада 1916 року, приблизно за 50 миль від Лісабона, броненосець було виявлено Вальтером, який торпедував його. Влучання торпеди викликало детонацію погребів головного калібру, і корабель затонув за кілька секунд із усім екіпажем із 648 осіб. На доказ свого успіху Вальтер хотів взяти полонених з потопленого корабля і надати допомогу вцілілим. SM U-52 довго обшукувала місце загибелі у пошуках французьких моряків, але не змогла знайти нікого.
Вальтер також зміг потопити британський підводний човен HMS C-34.
Вальтер завжди намагався зберегти життя людей із потоплених кораблів. Наприклад, випадок із потопленням французького барку зі сталевим корпусом Emma Laurans. Французький капітан Гарньє згадував, що 10 грудня 1916 року о 08:30 човен SM U-52 зупинив його вітрильник і німці наказали французькому екіпажу покинути свій корабель. Після передачі 4 тонн води та продовольства з судна на підводний човен, Emma Laurans була затоплена опівдні за допомогою підривних зарядів і обстріляна артилерією, щоб добити її. Французький екіпаж залишався на борту SM U-52 протягом наступних 2 днів, перш ніж Вальтер зміг висадитися в Маспаломасі. Під час перебування бранців на борту SM U-52 німці з французькими моряками добре поводилися. Коли Вальтер звільнив їх, він попросив Гарньє, щоб і його команда сказали світові, що німці не були варварами. При потопленні Вальтером інших транспортних кораблів жертви серед їхніх екіпажів також рідкісні.
Всього Вальтер потопив 3 військові кораблі водотоннажністю 18 471 тонн і 39 транспортних суден (84 791 тонн), пошкодив 3 транспорти тоннажем (12 201 тонна) та 1 військовий корабель (1250 тонн). Ще 2 кораблі (4956 тонн) були взяті як приз. Вальтер посів 35-те місце в списку найрезультативніших німецьких командирів підводних човнів.
2 жовтня 1917 року призначений командиром 1-ї флотилії підводних човнів у Фландрії, яка знаходилася в окупованому порту Брюгге. Після евакуації восени 1918 року був відряджений у розпорядження Інспекції торпедної зброї, де залишався до завершення війни.

### Міжвоєнний період
Вальтер був прийнятий в рейхсмаріне і працював як референт в інспекції торпедного та мінного озброєння. У той самий час він тимчасово командував друкованим управлінням військово-морської станції «Остзе» і навіть штабом командувача морськими силами Балтійського моря. У квітні 1921 року призначений командиром легкого крейсера «Берлін». В цей час крейсер у море не виходив і використовувався для навчання команд машинних відділень кораблів. Вальтер командував крейсером не довго, у середині 1921 року було ухвалено рішення провести ремонт та модернізацію крейсера. «Берлін» передбачалося використовувати як навчальний корабель, зокрема й у далеких плаваннях.
З квітня 1923 до кінця грудня 1924 року Вальтер був начальником відділу управління діючого Військово-морського флоту. Згодом він був призначений директором з обладнання та торпед військово-морської верфі Вільгельмсгафена. 7 жовтня 1925 року переведений в Кіль як офіцер соціального забезпечення військово-морської станції «Остзе».
Вальтер залишив активну службу у флоті 30 вересня 1929 року. Після цього працював журналістом і був головним редактором газети Kieler Zeitung.
1 жовтня 1936 року повернувся на флот як офіцер служби комплектування і був призначений керівником групи ВМС інспекції поповнення в Кобленці.

### Друга світова війна
1 січня 1941 року зарахований на дійсну службу і призначений командувачем 1-м військовим районом Ессена. 31 серпня 1942 року звільнений у відставку. Наступного дня переданий в розпорядження крігсмаріне, проте більше не отримав призначень.

## Звання
- Морський кадет (1 квітня 1902)
- Фенріх-цур-зее (11 квітня 1903)
- Лейтенант-цур-зее (29 вересня 1905)
- Оберлейтенант-цур-зее (30 березня 1908)
- Капітан-лейтенант (22 березня 1914)
- Корветтен-капітан (1 березня 1921)
- Фрегаттен-капітан (1 квітня 1929)
- Капітан-цур-зее запасу (30 вересня 1929)
- Капітан-цур-зее служби комплектування (1 квітня 1938)
- Контрадмірал запасу (27 серпня 1939) — підвищений з нагоди 25-ї річниці битви під Танненбергом.
- Контрадмірал (1 січня 1941)

## Нагороди
- Орден Корони (Пруссія) 4-го класу (7 вересня 1907)
- Колоніальна медаль із застібкою «Венесуела 1902/03» (28 жовтня 1913)
- Залізний хрест 2-го і 1-го класу
- Військовий хрест Фрідріха-Августа (Ольденбург) 2-го (із застібкою «Перед ворогом») і 1-го класу
- Хрест «За військові заслуги» (Австро-Угорщина) 3-го класу з військовою відзнакою
- Королівський орден дому Гогенцоллернів, лицарський хрест з мечами (23 вересня 1916) — за потоплення крейсера «Ноттінгем».
- Pour le Mérite (9 січня 1917) — вручений особисто імператором Вільгельмом.
- Нагрудний знак підводника (1918)
- Хрест «За вислугу років» (Пруссія)
- Почесний хрест ветерана війни з мечами
- Медаль «За вислугу років у Вермахті» 4-го, 3-го, 2-го і 1-го класу (25 років; 2 жовтня 1936) — отримав 4 нагороди одночасно.